# 法華院温泉

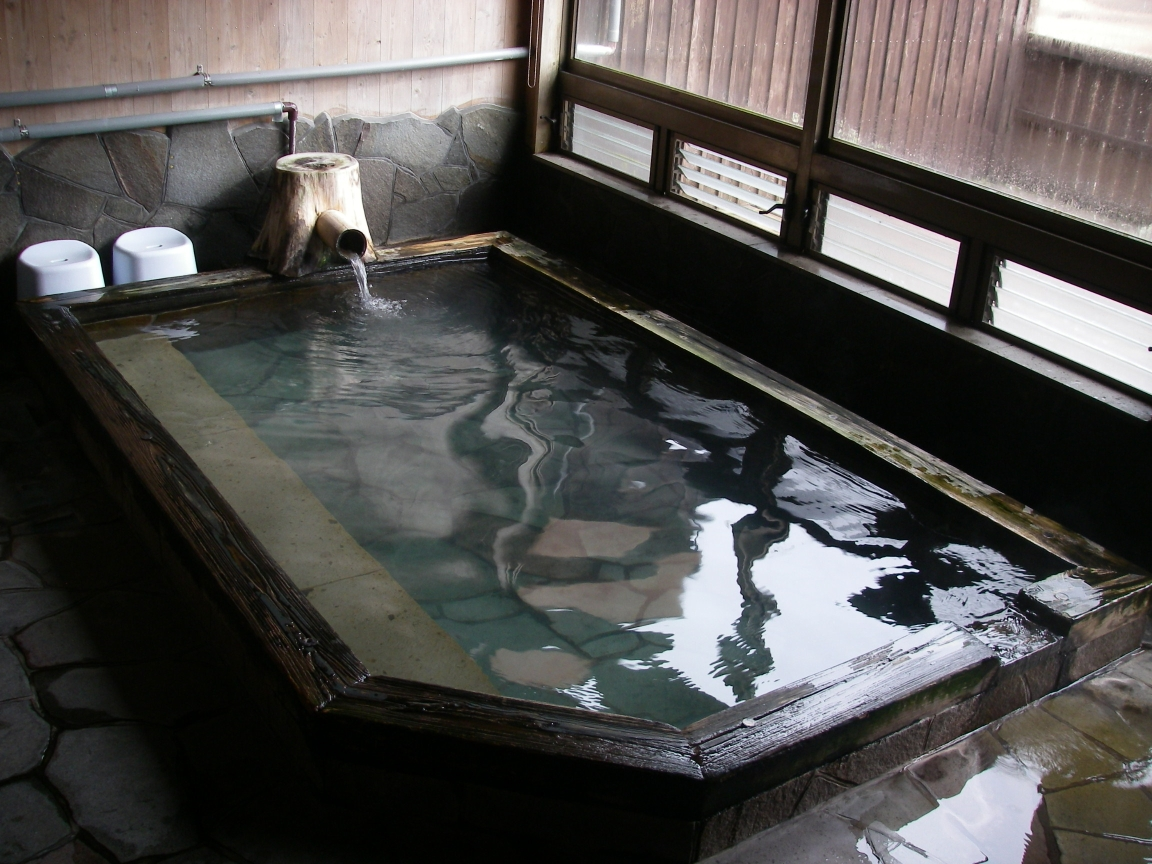
法華院温泉の湯船

法華院温泉（ほっけいんおんせん）は、大分県竹田市久住町（旧国豊後国）にある温泉である。

## 概要
九重連山の山腹、坊ガツルに一軒宿（山小屋）の法華院温泉山荘が存在する。ログハウスも存在し、また敷地内でキャンプも可能。内湯のみで日帰り入浴可能。
標高1,303mの高所にあり、九州で一番高い位置にある温泉である。
この温泉を含む旧久住町内の温泉は久住高原温泉郷と総称されており、竹田市の他の地域の長湯温泉及び竹田・荻温泉とともに、竹田温泉群として国民保養温泉地に指定されている。
また九重・飯田高原観光協会が提唱する「くじゅう連山温泉郷」の一つにも数えられている。

## 泉質
- カルシウム・マグネシウム・ナトリウム硫酸塩泉

近くの星生山山腹の硫黄山の噴火の影響で、泉質が変わることがある。

## 歴史
開湯は約500年前である。1470年（文明2年）、英彦山より養順法印が入山して九重山法華院白水寺と呼ばれる修験道場を建立したことに始まる。多くの別院も持つ寺であったが、明治時代の廃仏毀釈や竹田岡藩による支援の停止などにより困窮、そして1882年（明治15年）の火事により建物の殆どが無くなった。この頃には登山客も多くなってきたので、それを機に山小屋をはじめ、現在に至る。

## 交通アクセス
- 久大本線豊後中村駅よりバスで約50分で長者原九重登山口へ。

登山口から三俣山を時計回り（坊ガツル経由）または反時計回り（すがもり越経由）で巡る2つのルートがあるが、いずれも徒歩2時間ほど。坊ガツル経由の場合、登山口より約5.4km。